# David Tijanić
David Tijanić, slovenski nogometaš, * 16. julij 1997.
V letih 2017–2020 je igral v Triglavu. Leta 2020 je prestopil v poljski klub Raków Częstochowa. V sezoni 2020/2021 je osvojil Pokal Poljske. Leta 2021 je prestopil v turški klub Göztepe SK.
Tijanić je za Slovenijo prvič nastopil na prijateljski tekmi proti San Marinu 7. oktobra 2020.